# Beach House
I Beach House sono un gruppo musicale statunitense proveniente da Baltimora e composto da Victoria Legrand e da Alex Scally.

## Storia del gruppo
La storia dei Beach House comincia nel 2004, quando Victoria Legrand, nata a Parigi ma cresciuta a Philadelphia, nipote del compositore francese Michel Legrand e della cantante Christine Legrand, lascia la scuola di teatro e decide di trasferirsi a Baltimora. Qui incontra Alex Scally, studente di geologia e nasce così il progetto musicale, fondato inizialmente su suoni vintage.
L'approccio musicale del gruppo si fonderà ben presto su una matrice intrigante e avvolgente, che li farà accostare al mondo del dream pop. Il debutto del duo avviene nel 2005 con Apple Orchard, accompagnato da un video amatoriale girato nel treno che collega Philadelphia e New York. Si fanno così apprezzare sul web, ma anche nei live, andando ad affrontare 64 date in 17 diversi Stati americani, come spalla di artisti come Cat Power, Grizzly Bear e Fleet Foxes.
Nel 2006 esce l'album d'esordio, l'omonimo Beach House, caratterizzato da un clima melodrammatico e da suoni lo-fi. Tra i temi che contraddistinguono il disco, a farla da padrone sono l'amore, l'attesa, il sacrificio e la corporeità. 
Nel febbraio 2008 il duo pubblica Devotion, un disco costituito da canzoni prettamente dream pop che evocano atmosfere di smarrimento e di seduzione. Partecipano in seguito alla compilation tributo ai Queen Dark Was the Night con il brano Play the Game. Victoria partecipa inoltre al brano Two Weeks dei Grizzly Bear. Con lo stesso gruppo collabora al brano Slow Life, facente parte della colonna sonora del film The Twilight Saga: New Moon.
Con questo secondo disco il duo sarà consacrato da pubblico e critica. Verrà infatti contattato dal produttore Chris Coady (già con Yeah Yeah Yeahs, Architecture in Helsinki e TV on the Radio). Da questo sodalizio scaturisce un disco, Teen Dream (gennaio 2010), più minuzioso e dai contorni più definiti e pubblicato per la prestigiosa etichetta Sub Pop Records. 
A due anni dal successo di Teen Dream, Victoria e Alex pubblicano Bloom (marzo 2012), in cui le atmosfere celestiali assumono una centralità ancora più incisiva. Victoria Legrand collabora nello stesso anno con gli AIR a una traccia dell'album Le voyage dans la Lune.
Il 26 maggio 2015 il duo annuncia il nuovo album Depression Cherry, prodotto dalla stessa band con l'aiuto di Chris Coady e registrato allo Studio in the Country di Bogalusa, in Louisiana. Il quinto lavoro della band, in uscita il 28 agosto 2015, viene descritto da Legrand e Scally come «un ritorno alla semplicità».
Il 7 maggio 2018 esce il loro settimo album, 7, per Sub Pop, Bella Union e Mistletone, anticipato dai singoli Lemon Glow e Dive.

## Formazione
- Victoria Legrand - voce, tastiera
- Alex Scally - chitarra, basso, tastiere, cori

## Discografia

### Album in studio
- 2006 - Beach House (Carpark Records)
- 2008 - Devotion (Bella Union)
- 2010 - Teen Dream (Sub Pop/Bella Union)
- 2012 - Bloom (Sub Pop/Bella Union)
- 2015 - Depression Cherry (Sub Pop/Bella Union)
- 2015 - Thank Your Lucky Stars (Sub Pop/Bella Union)
- 2018 - 7 (Sub Pop/Bella Union/Mistletone)
- 2022 - Once Twice Melody (Sub Pop/Bella Union/Mistletone)[6]

### EP
- 2023 - Become (Bella Union)

### Raccolte
- 2017 - B-Sides and Rarities

### Singoli
- 2007 - Master of None
- 2008 - Used to Be / Apple Orchard
- 2009 - Norway
- 2010 - Zebra / The Arrangement / Baby / 10 Mile Stereo
- 2010 - Lover of Mine
- 2010 - 10 Mile Stereo
- 2010 - I Do Not Care for the Winter Sun
- 2012 - Other People
- 2012 - Myth
- 2012 - Lazuli / Equal Mind
- 2015 - Space Song
- 2015 - Sparks
- 2015 - PPP
- 2016 - Majorette
- 2017 - Chariot
- 2018 - Lemon Glow
- 2018 - Dive
- 2018 - Dark Spring
- 2018 - Black Car
- 2018 - Lose Your Smile / Alien
- 2021 - Once Twice Melody
- 2022 - Hurts to Love
- 2022 - Superstar